# Explicación del mapa geológico de España

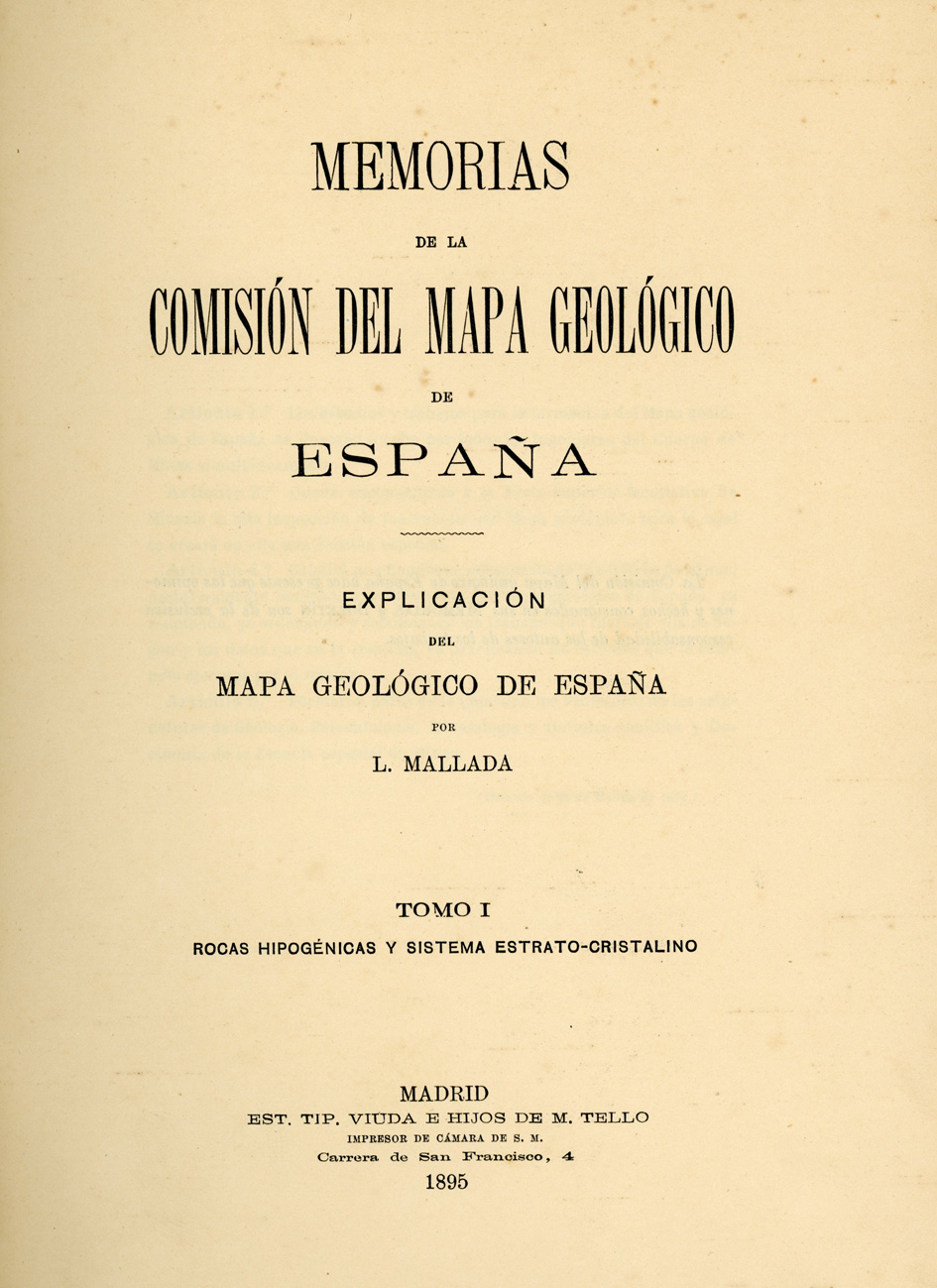
Portada del volumen 1 de la Explicación del mapa geológico de España, de Lucas Mallada

La Explicación del mapa geológico de España, publicada entre 1896 y 1911, es la obra fundamental del geólogo aragonés Lucas Mallada, y una de las más importantes de la geología española de la época. Formaban parte de la serie de Memorias de la Comisión del Mapa Geológico de España. Los tomos, impresos en el establecimiento tipográfico de Viuda e Hijos de M. Tello (posteriormente, de Hijos de M. Tello), en Madrid,  se publicaron el siguiente orden:
- Tomo I (1895).  Rocas hipogénicas y estrato cristalino. 558 págs.
- Tomo II (1896). Sistemas Cambriano y Siluriano. 515 págs.
- Tomo III (1898). Sistemas Devoniano y Carbonífero. 405 págs.
- Tomo IV (1902). Sistemas Permiano,Triásico, Liásico y Jurásico. 514 págs.
- Tomo V (1904). Sistemas Infracretáceo y Cretáceo. 519 págs.
- Tomo VI (1907). Sistemas Eoceno,Oligoceno y Mioceno. 686 págs.
- Tomo VII (1911). Sistemas Plioceno, Diluvial y Aluvial. 543 págs

Los tres primeros tomos se reimprimieron posteriormente, en 1927.
La Explicación hace referencia al mapa geológico a escala 1:400.000 publicado en 1889 bajo la dirección de M. Fernández de Castro  e impreso en la litografía de José Mateu, en Madrid, y a la versión reducida a escala 1:500.000 publicada en 1890. Sin embargo, la obra es autoconsistente, y va mucho más allá que la mera explicación de un mapa. Además de los aspectos relacionados con la paleontología, su especialidad, refleja muchos datos en relación con la minería, dada la importancia que tenía en la España de la época.
Al parecer, el objetivo inicial de Lucas mallada era la publicación de toda la Explicación en un solo volumen, o al menos eso se indica en la «Introducción» del Tomo I. El resto de los volúmenes se publicaron con saltos temporales desiguales, debidos probablemente a razones presupuestarias, dado que el Boletín de la Comisión del Mapa Geológico también se publicó de forma discontinua. Tras publicar el tomo VI, en 1907, cesó el entonces director de la Comisión del Mapa Geológico, Daniel de Cortázar, y Lucas Mallada fue, según sus propias palabras, «desterrado poco después al Panteón del Olvido». Solamente la intervención de Luis Adaro, cuando ocupó el cargo de director del Instituto Geológico de España (lo que antes era la Comisión), permitió que la magna obra de Mallada se publicara en su totalidad.